# ساجد العبدلي
ساجد العبدلي وبالكامل ساجد بن متعب العبدلي المطيري طبيب واختصاصي في الصحة المهنية وناشط سياسي تدرج في المناصب في المكتب السياسي للحركة السلفية حتى أصبح رئيساً للمكتبها السياسي، ومن ثم أصبح عضواً مؤسساً لحزب الأمة الحزب الذي أنشق عن الحركة السلفية بفكر وأطروحات أخرى مع زميله الدكتور حاكم عبيسان المطيري، ترك بعدها حزب الأمة وصار له حضور في الندوات السياسية كناشط سياسي مستقل وفي الانتخابات كرئيس للجنة النزاهة كما ظهر في أكثر من لقاء تلفزيوني أهمها لقاؤه مع الإعلامي تركي الدخيل في برنامج إضاءات وله كتب منها القراءة الذكية من مئة صفحة تقريباً ومن نشر الإبداع الفكري. وكذلك كتاب اقرأ عن دار مدارك للنشر، وكتاب كلمة وكلمتين عن نفس الدار.

## العمل
عمل الدكتور ساجد العبدلي ككاتب صحفي فكتب العديد من المقالات في عدة صحف على مدى عشرة سنوات وهو عضو في جمعية الصحفيين الكويتيين. وعقد عدة دورات تدريبية في مجال تطوير الذات والخريطة الذهنية والقبعات الست للتفكير وله محاضرات وورش تدريبية في فن كتابة المقال الصحفي. كما قام العبدلي بإدارة نشاط ثقافي اسبوعي من خلال إدارته لمجموعة قراءة تحمل اسم رواق الكلمة وهذه المجموعة كانت محفزة للكثيرين لخوض غمار القراءة وذلك في الفترة خلا 2008 إلى 2012م. كما كان له برنامج يومي في الإذاعة يقدم فيه الاستشارات في مجال اختصاصه الطبي.
وهو طبيب اختصاصي في الصحة المهنية - جامعة برمنجهام في بريطانيا - 1999. وممارس معتمد للبرمجة اللغوية العصبية، وقد قدم العديد من الدورات التدريبية في مجالات التطوير الذاتي، وفنون كتابة المقال الصحفي ويقوم بتقديم الاستشارات الفردية والجماعية في مجال ضغوطات الحياة والعمل. وهو أستاذ مشارك في الهيئة العامة للتعليم التطبيقي - 2008م - مادة سيكلوجية القراءة ويعمل حالياً رئيساً للمركز الطبي لإحدى شركات البتروكيماويات في منطقة الخليج العربي.

## العضويات والنشاطات
| عضوية الجمعيات واللجان - عضو الجمعية الطبية الكويتية 1996-الوقت الحالي - عضو مجلس إدارة رابطة الصحة المهنية والبيئية- الكويت 2000-الوقت الحالي - عضو أكاديمية نيويورك للعلوم- أميركا 1998-1999 - عضو المنظمة العالمية للصحة البحرية 2001-2003 - عضو رابطة محترفي الإنترنت -أميركا 1998-1999 - عضو شبكة التواجد الاحترافي على الإنترنت -أميركا 1998-1999 | النشاط الإعلامي كاتب صحفي في: - جريدة الوطن الكويتية 1999-2001 - جريدة الرأي الكويتية 2001-2007 - جريدة الجريدة الكويتية 2007 - الوقت الحالي - جريدة البيان الإماراتية 2010 - الوقت الحالي - جريدة الحياة العربية (أستراليا) 2002 - مجلة الاقتصادية الجديدة 2002 - رئيس تحرير مجلة بوابة العرب الإلكترونية 1998-2007 - عضو جمعية الصحفيين الكويتية 2001-الوقت الحالي | النشاط السياسي - الأمين المساعد للشؤون الاعلامية في الحركة السلفية الكويتية 2000- 2003 - نائب رئيس المكتب السياسي في الحركة السلفية 2003 - رئيس المكتب السياسي في الحركة السلفية 2003 -2005 - عضو مؤسس لحزب الأمة - الكويت 2005-2008. - ناشط سياسي مستقل 2008 - الوقت الحالي - رئيس لجنة (نزاهة) لمكافحة ظاهرة شراء الأصوات (انتخابات 2006). - عضو اللجنة الشعبية لقضايا البدون 2006- 2010ز |

## إصدارات
| الإصدار                                                                                         | سنة النشر | ملاحظات                    |
| ----------------------------------------------------------------------------------------------- | --------- | -------------------------- |
| القراءة الذكية                                                                                  | 2006      |                            |
| اقرأ: كيف تجعل القراءة جزءاً من حياتك                                                            | 2011      |                            |
| كلمة وكلمتين                                                                                    | 2012      |                            |
| بصحبة كوب من الشاي                                                                              | 2014      |                            |
| الراقصون تحت المطر                                                                              | 2016      | [ 3 ]                      |
| أردت أن أبصر (ترجمة) تأليف: بورغيلد دال                                                         | 2018      | [ 4 ]                      |
| فجوة القيادة: ا الذي يحول بينك وبين عظمتك (ترجمة) تأليف: لولي داسكال                            | 2018      | بالاشتراك مع حسام تنيرة.   |
| علـى كل حال: الوصايا المتناقضة كي تجد معنى لوجودك في هذا العالم المجنون (ترجمة) تأليف: كينت كيث | 2019      | بالاشتراك مع مهران الغايبز |
| خلاصات المكتبة: 22 كتابا لا غنى لك عن قراءتها (جمع وإعداد)                                      | 2019      | ترجمة كنان القرحالي.       |